# NGC 1387
NGC 1387 é uma galáxia {{{typ}}} localizada na direcção da constelação de Fornax. Possui uma declinação de -35° 30' 21" e uma ascensão recta de 3 horas, 36 minutos e 57,2 segundos.
A galáxia NGC 1387 foi descoberta em 25 de Dezembro de 1835 por John Herschel.